# Lautaro Díaz Silva

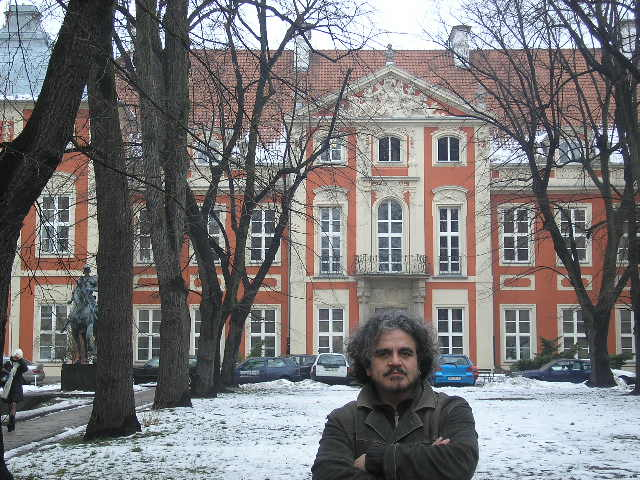
Lautaro Díaz Silva 2008 vor der Akademie der Bildenden Künste in Warschau

Lautaro Díaz Silva (* 1953 in María Elena, Region Antofagasta, Chile) ist ein chilenischer Maler und Bildhauer. Er lebt und wirkt überwiegend in Barcelona, Spanien.

## Herkunft
Lautaro Díaz Silva wird als sechstes Kind von Lidia Celinda Silva Sepúlveda und Gaspar Segundo Díaz Gallardo in María Elena geboren und wächst in Vallenar (Region Atacama, Chile) auf. Im Jahr 1963 zieht seine Familie aus beruflichen Gründen nach Valparaíso, eine Stadt, die Lautaro stets als seine Heimat betrachtet, da hier sein Interesse für Kunst geweckt wird.

## Studium und Studienaufenthalte
Im Jahr 1972 beginnt er ein Kunststudium an der Städtischen Schule der Schönen Künste in Valparaíso. Bereits ein Jahr später muss er dieses Studium aufgrund des Militärputsches am 11. September und der darauffolgenden brutalen 17-jährigen Militärdiktatur, unter der seine Familie sehr litt, abbrechen. 1977 erhält er ein Stipendium des polnischen Kulturministeriums, um sein Studium an der Akademie der Bildenden Künste in Warschau fortzusetzen. Nach dem ersten Studienjahr wechselt er zur Fakultät für Bildhauerei, wo er in der Werkstatt des Bildhauers Gustaw Zemła ausgebildet wird. Dort knüpft er enge und langanhaltende Freundschaften, unter anderem mit den Künstlern Władysław Klamerus und Maksymilian Biskupski.
Seine Semesterferien verbringt Lautaro Díaz Silva regelmäßig im Ruhrgebiet in Deutschland. 1983 macht er seinen Abschluss in Bildender Kunst und reist während der Semesterferien nach Kanada, um an einem Bildhauersymposium in Saskatoon teilzunehmen. Nach seiner Rückkehr beginnt ein weiterführendes Studium in Theater-Szenografie in Krakau, wo er von dem Dramatiker Tadeusz Kantor und dem Regisseur Andrzej Wajda unterrichtet wird.

## Kunstschaffen und Ausstellungen

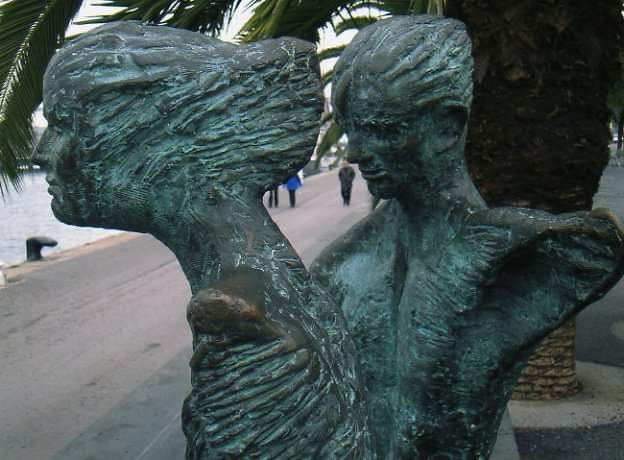
La parella (das Paar), Moll de la Fusta, Barcelona

Das künstlerische Schaffen von Lautaro Díaz Silva umfasst hauptsächlich Öl- und Acrylgemälde, Bronzeskulpturen sowie Werke in Gips und Holz, Zeichnungen mit Acryl, Kohle, Pastell, Tinte und verschiedene Mischtechniken sowie audiovisuelle Kunstwerke.
1982 erhält Lautaro Díaz Silva die Gelegenheit, ein Wandgemälde an einem Gebäude der Universität Bochum zu errichten. Bei einer Ausstellung seiner Gemälde in der Galerie Mały Rynek in Krakau im Jahr 1984 verliest er sein Manifest mit dem Titel Plastische Konzeption des magischen Realismus. Im selben Jahr heiratet er in Warschau Elzbieta Anna Mrugasiewicz und zieht mit ihr nach Barcelona, wo ihre Tochter Maga geboren wird. Die  Werke des Künstlers werden in der Galerie Taller de Picasso unter der Leitung seines katalanischen Händlers Jordi Costa ausgestellt.
Zwischen 1988 und 1995 lebt Lautaro Díaz Silva in Santiago de Chile, wo er Theater-Szenografie am Bertolt-Brecht-Theaterinstitut lehrt. Seine Arbeiten werden in der Galerie Lawrence in Santiago, in der Galerie der Stadtverwaltung von Valparaíso, an der Universität Concepción sowie in Viña del Mar gezeigt. In dieser Zeit finden zudem Ausstellungen seiner Werke in Barcelona in der Galerie Taller de Picasso (1992) sowie im historischen modernistischen Restaurant Quatre Gats (1992) unter dem Titel Els millors de la dècada (Das Beste des Jahrzehnts), im Casa Bas in Capellades (Katalonien, Spanien) (1993) unter dem Titel Memòries d'aigua (Erinnerungen an Wasser), im Haus Kemnade in Hattingen sowie im Kunstmuseum Bochum unter dem Titel Von Valparaiso nach Bochum statt. Im Oktober 1993 erhält der Künstler zudem von der Stadt Sitges (Katalonien) die Einladung zur Teilnahme an den Gedenkveranstaltungen zum 100-jährigen Bestehen des katalanischen Modernisme, in deren Rahmen er zusammen mit anderen Künstlern der Welt geehrt wird.
Zwischen 1995 und seinem Umzug nach Berlin im Jahr 2006 lebt Lautaro Díaz Silva in Barcelona. Während dieser Zeit schafft er Gedenktafeln sowie zahlreiche Skulpturen in Bronze, die im öffentlichen Raum zu sehen sind: Für Salvador Allende in Barcelona (1997), Tarragona (1997), Lleida (1998) und Badalona (2000) sowie Für Víctor Jara (1998) in Barcelona. Zu den herausragendsten Werken gehören die drei Meter hohe Bronzeskulptur La parella (Das Paar) (2002), Moll de la Fusta im Hafen von Barcelona sowie die von Víctor Jara inspirierte Skulptur Víctor Jara kehrt an die UTE zurück (2003), die der Künstler der Universität Santiago de Chile (ehemals Technische Universität UTE) schenkt. Diese Skulptur, die in Valls (Katalonien) in Bronze gegossen wurde, stellt eine vier Meter hohe Gitarre dar, die in einer zum Himmel offenen Hand mündet. Überdies werden seine Gemälde und Skulpturen im KUNSTFORUM Seligenstadt e.V. (1996), in der Galerie Test in Warschau 1997 unter dem Titel El dolor de nacer  (Der Schmerz, geboren zu sein), wo der Künstler auch seine Gedichte Circunstanciales (Umstände) vorträgt, in der Galerie Groc Art in Barcelona (1999 und 2000) sowie im Centre de Cultura Contemporànea de Pardinyes in Lleida (2003) ausgestellt.

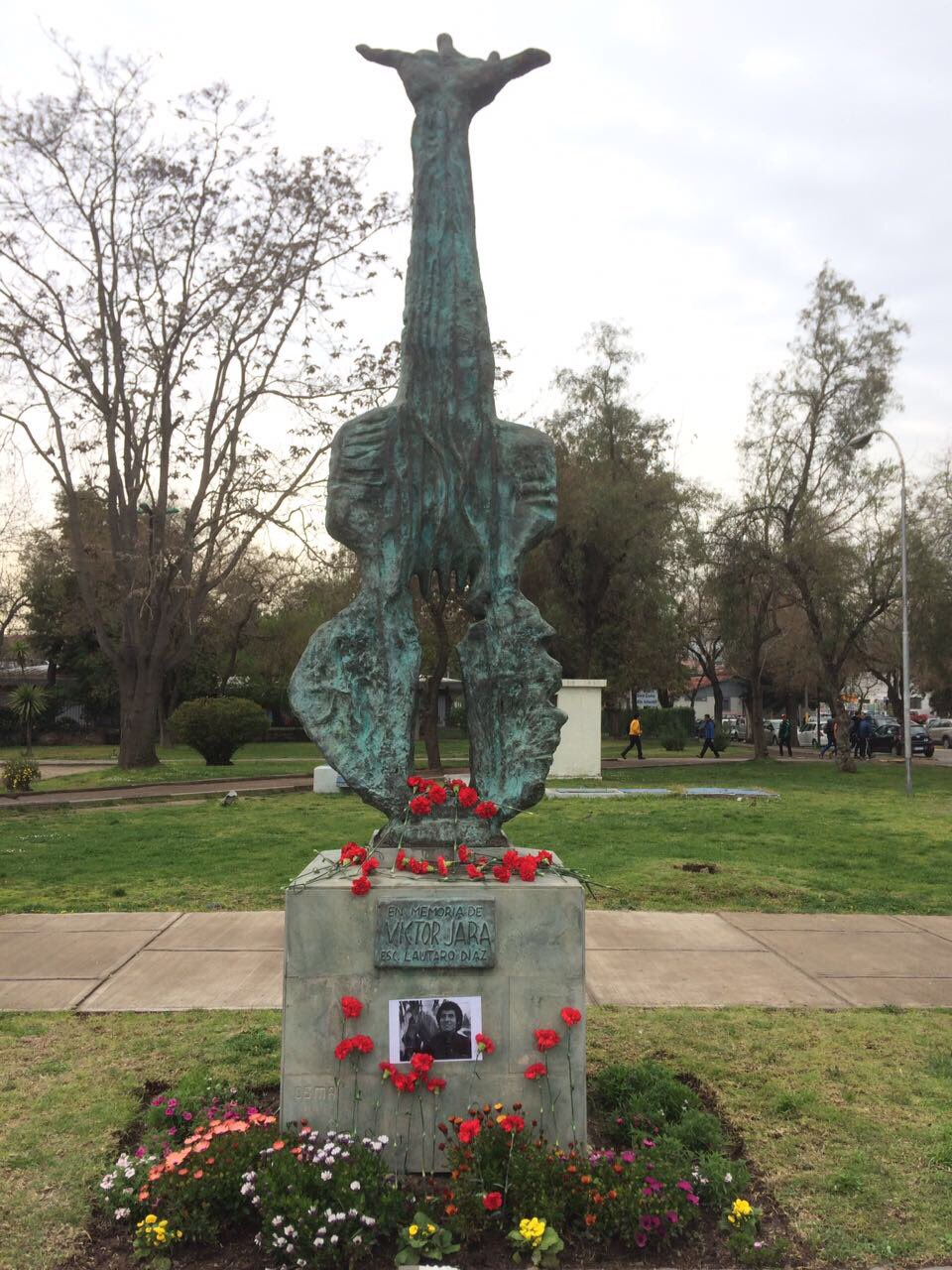
Skulptur in Erinnerung an Víctor Jara, Universität Santiago de Chile

Von 2006 bis 2016 lebt und arbeitet Lautaro Díaz Silva hauptsächlich in Berlin. In dieser Zeit entwickeln sich die Kreaturen weiter, die er bereits in den 1990er Jahren in seinen Notizbüchern in Bochum und Santiago de Chile skizziert hat. Anfangs entstehen die schwebenden Formen dieser Wesen auf natürliche Weise und mit der Zeit in ungeordneten Räumen. Nach 2000 beginnen diese vielfältigen Strukturen eine beinahe menschliche Gestalt anzunehmen. In diesem gesamten Prozess scheint Lautaro Díaz Silva den Wunsch zu haben, ein organisches, biblisches Konzept der Schöpfung in seiner persönlichen Ordnung darzustellen. Im Jahr 2009 tauchen genetische Motive in seiner Bildikonographie auf, die ihn lange Zeit begleiten werden. In dieser Zeit bestreitet er eine Vielzahl von Einzel- und Gruppenausstellungen, so im Kunstverein Kraftwerk e.V. in Berlin unter der Leitung des japanischen Malers Eici Sonoda (2006), in der Galerie von Irene Eichler in der Auguststraße, in der Galerie KUNSTFORUM e.V. Seligenstadt (2008), 2015 in seinem Atelier in der Wartenburgstraße 5 sowie in der Galerie artAcasa (2012) in Barcelona. Zudem fertigt er zahlreiche Skulpturen aus Gips an, die noch heute im Hinterhofgarten der Wartenburgstraße 5 zu sehen sind. 2008 lehrt Lautaro Díaz Silva zudem ein Semester lang spanische Kunstgeschichte an der Fakultät für Hispanistik an der Universität Warschau.
Im Jahr 2010 beginnt Lautaro Díaz Silva mit der Erstellung audiovisueller Werke, poetische Videos, die er Briefe an die Nachwelt nennt. Insgesamt werden in Kooperation mit seiner Tochter Maga Díaz Mrugasiewicz fünfzehn Videos produziert, die auf Youtube zu sehen sind. 2011 reist er nach Santiago de Chile, wo er im Haus der Familie Recabarren González die Skulptur El vuelo (Der Flug) schafft. Die Skulptur symbolisiert die Opfer der Militärdiktatur mit vier sich umschlingenden Tauben, die hoffnungsvoll gen Himmel fliegen.

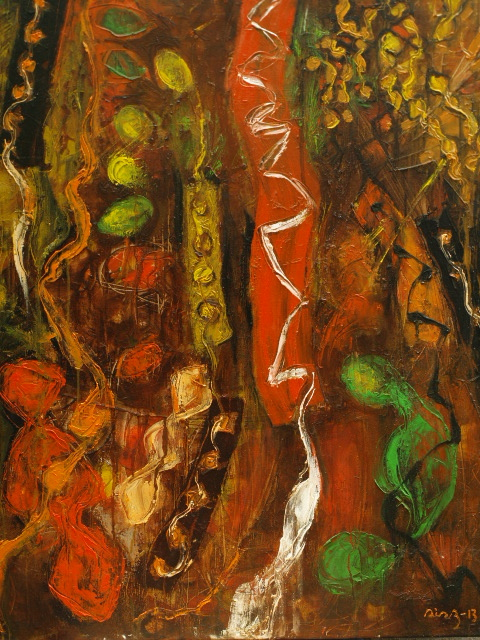
Serie Genética (Serie Genetik), 2013, Öl, 81 × 65 cm

2015 entstehen eine Reihe von Porträts und Stillleben, die der Künstler als lebende Naturen bezeichnet. Nach seiner Rückkehr nach Barcelona im Jahr 2016 schafft er Leinwände voller Symbole, die an antike Schriften erinnern. Die künstlerische Produktion der vergangenen Jahre entwickelt sich zu einer intellektuelleren Ausdrucksweise mit spontanen Formen eines grafischen Systems, welches sich auf faszinierende Bildkompositionen konzentriert. Dies geschieht fernab von sprachlichen Botschaften, obwohl sich logografische Formen aufdrängen. Lautaro Díaz Silvas Werke werden 2018 in der Galerie GH36 in Berlin ausgestellt.

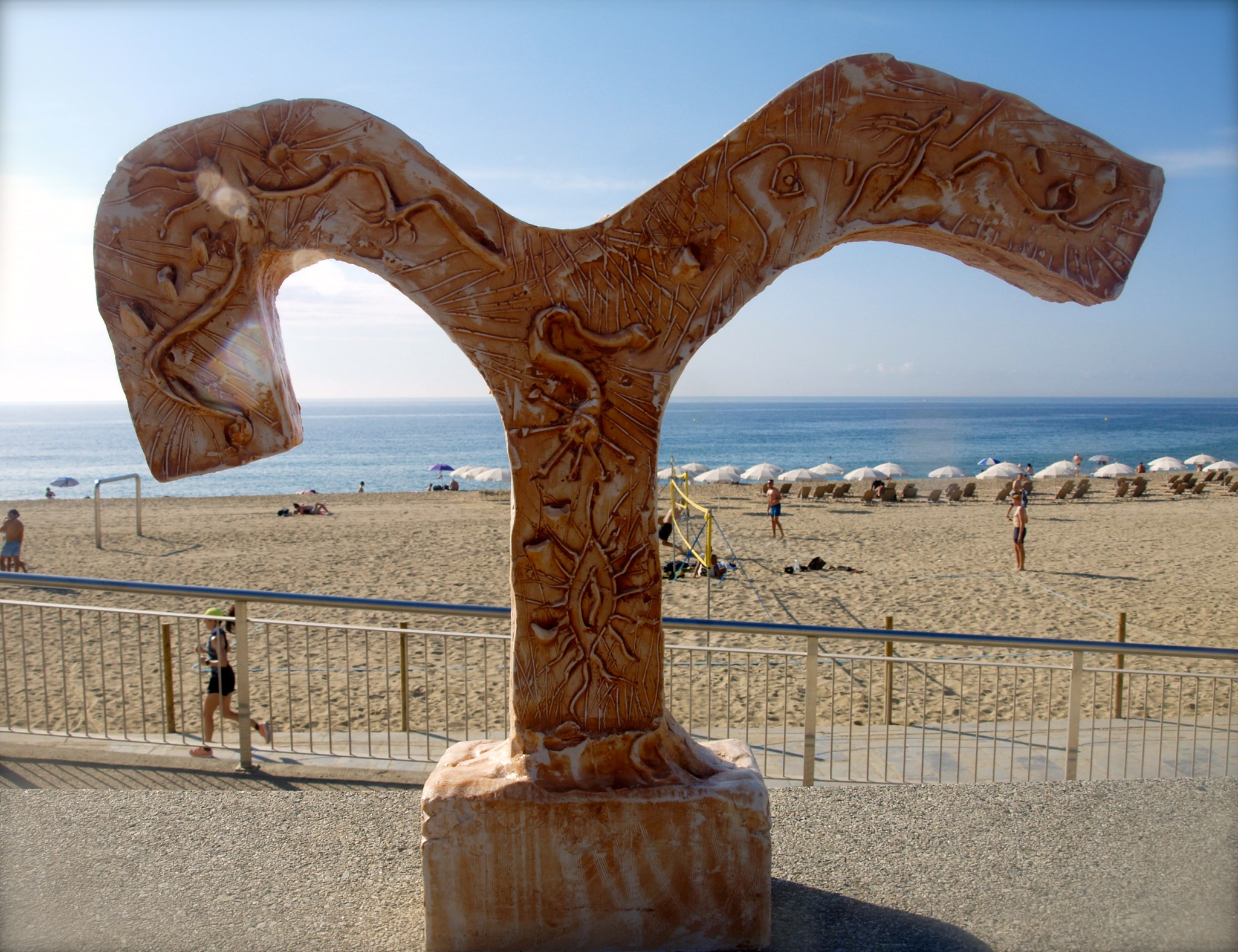
La gaviota (die Möwe), Gipsskulptur, 43 × 50 × 10 cm

2021 erschafft der Künstler mehrere 40 cm hohe Gipsskulpturen, die seine Schriftzeichen aufgreifen und eine Vision des Monumentalismus verfolgen. Im April 2022 verstirbt seine Frau Elzbieta an einer Variante des Coronavirus, ein Jahr, nachdem sie ihre Autobiographie Dziekanka. Autobiografía de una camuflada (Dziekanka. Autobiographie einer Getarnten) veröffentlicht hat. Im selben Jahr beteiligt sich Lautaro Díaz Silva an einer Ausstellung seiner Werke im Atelier seines Freundes Frank Lindenberg in der Auguststraße 61 in Berlin.

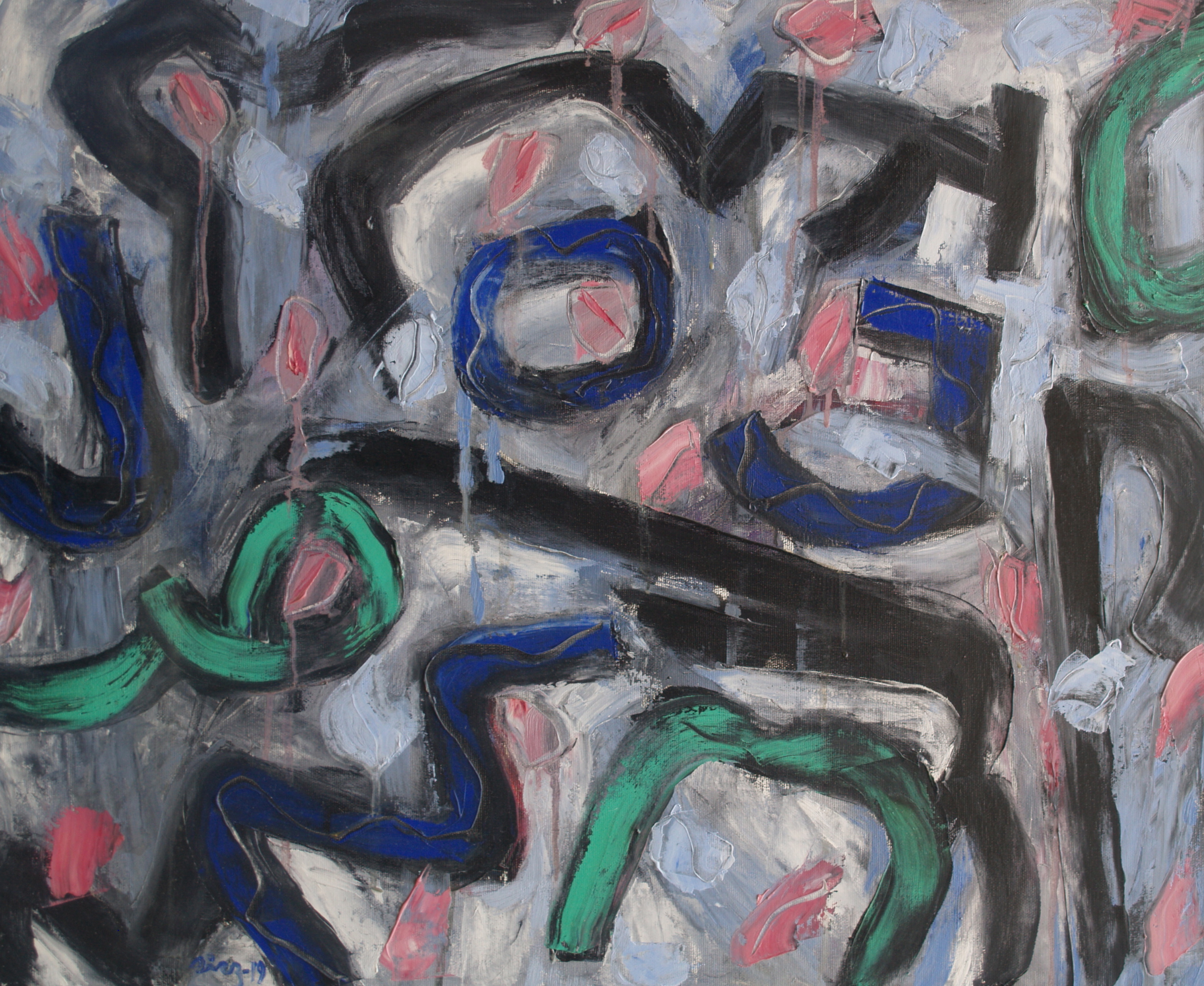
Serie Escritura (Serie Schriften), Ölgemälde, 60 × 73 cm

Zum 50. Jahrestag des Militärputsches in seinem Heimatland wird Lautaro Díaz Silva vom Fritz Bauer Forum in Bochum eingeladen, das Wandbild zu restaurieren, das er als Student an der Universität Bochum gemalt hatte. Da das Gebäude, an dem sich das Wandbild befindet, abgerissen werden soll, kann dieses Ziel nicht erreicht werden. Deshalb entwirft der Künstler eine neue Interpretation, die 40 Jahre später dem Original so nahe wie möglich kommen soll. Es handelt sich um ein großes Gemälde, ein Quadriptychon mit einer Länge von sechs Metern und einer Höhe von 120 cm, welches der Künstler dem Fritz Bauer Forum schenkt.
Im Oktober 2024 erhält Lautaro Díaz Silva von der Städtischen Schule für Schöne Künste in Valparaíso in Anerkennung seiner Leistungen und seines Beitrags zum kulturellen Erbe von Valparaíso den Ehrentitel „Bachelor of Arts“ in der Fachrichtung Malerei verliehen.